# Atletica leggera ai Giochi della XVIII Olimpiade - 400 metri piani maschili

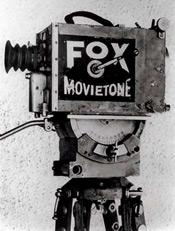
Video della Finale (filmato amatoriale)

La competizione dei 400 metri piani maschili di atletica leggera ai Giochi della XVIII Olimpiade si è disputata nei giorni dal 17 al 19 ottobre 1964 allo Stadio Nazionale di Tokyo

## L'eccellenza mondiale
| Campione olimpico 1960                            | 44"9      | Otis Davis               | Rit. 1961           |
| Primatisti mondiali                               | 44"9 1960 | Carl Kaufmann Otis Davis | Rit. 1962 Rit. 1961 |
| Campione europeo 1962                             | 45"9      | Robert Brightwell        | Presente            |
| Vincitore dei Trials USA e co-primatista mondiale | 44"9 =    | Michael Larrabee         | Presente            |

## La gara
Michael Larrabee e Ulis Williams hanno corso rispettivamente 44”9 e 45”0 ai Trials, i tempi più veloci dell'anno. Ma non sono i soli favoriti per la vittoria finale. Sono molto accreditati anche il britannico Brightwell (campione europeo), il trinidegno Wendell Mottley ed il polacco Badenski.
Mottley corre la batteria (45”9) ed il Quarto di finale (45”7) più veloci di sempre.

Nella prima semifinale Brightwell lo eguaglia (45”7). Larrabee vince la seconda in un più comodo 46”0.

Nel giorno della finale è piovuto. La pista è bagnata. Mottley è il più veloce allo sparo. Ai 200 metri è ancora davanti a tutti; Badenski è il primo degli inseguitori. Larrabee è partito male ed è attardato in quinta posizione. Ma tira fuori tutte le energie e compie un'eccezionale rimonta. All'inizio del rettilineo d'arrivo l'americano è primo. Vede alla sua destra Mottley: il trinidegno non molla. I due procedono quasi appaiati fino al traguardo. Larrabee vince di un decimo. Terzo il polacco Badenski.

## Risultati

### Turni eliminatori
| 7 Batterie         | 17 ottobre | 50 partenti   | Si qualificano i primi 4, più i 4 migliori tempi. |
| 4 Quarti di finale | 17 ottobre | 8 + 8 + 8 + 8 | Si qualificano i primi 4.                         |
| 2 Semifinali       | 18 ottobre | 8 + 8         | Si qualificano i primi 4.                         |
| Finale             | 19 ottobre | 8 concorrenti |                                                   |

### Batterie
| Pos. | Atleta               | Nazione           | Tempo Ufficiale | Tempo Ufficioso |
| ---- | -------------------- | ----------------- | --------------- | --------------- |
| 1    | Wendell Mottley      | Trinidad e Tobago | 45"9            | 45"94           |
| 2    | Robbie Brightwell    | Gran Bretagna     | 46"1            | 46"13           |
| 3    | Jean-Pierre Boccardo | Francia           | 46"6            | 46"63           |
| 4    | Gary Eddy            | Australia         | 46"9            | 46"92           |
| 5    | Stanisław Swatowski  | Polonia           | 47"6            | n/d             |
| 6    | István Gyulai        | Ungheria          | 48"0            | n/d             |
| 7    | Didier Mejía         | Messico           | 48"1            | n/d             |

| Pos. | Atleta           | Nazione           | Tempo Ufficiale | Tempo Ufficioso |
| ---- | ---------------- | ----------------- | --------------- | --------------- |
| 1    | Kent Bernard     | Trinidad e Tobago | 46"8            | 46"80           |
| 2    | Sergio Bello     | Italia            | 47"5            | 47"54           |
| 3    | Vadim Arkhipchuk | Unione Sovietica  | 47"7            | 47"70           |
| 4    | Tim Graham       | Gran Bretagna     | 48"4            | n/d             |
| 5    | Arsenio Jazmin   | Filippine         | 49"9            | n/d             |

| Pos. | Atleta             | Nazione       | Tempo Ufficiale | Tempo Ufficioso |
| ---- | ------------------ | ------------- | --------------- | --------------- |
| 1    | Andrzej Badeński   | Polonia       | 46"4            | 46"46           |
| 2    | Adrian Metcalfe    | Gran Bretagna | 46"7            | 46"79           |
| 3    | Jörg Jüttner       | Germania      | 47"0            | 47"06           |
| 4    | Rupert Hoilette    | Giamaica      | 47"5            | 47"50           |
| 5    | Amos Omolo         | Uganda        | 47"6            | 47"65           |
| 6    | Juan Carlos Dyrzka | Argentina     | 48"3            | n/d             |
| 7    | Amadou Gakou       | Senegal       | 50"1            | n/d             |
| 8    | Daniel Thomas      | Tanganica     | 50"4            | n/d             |

| Pos. | Atleta             | Nazione           | Tempo Ufficiale | Tempo Ufficioso |
| ---- | ------------------ | ----------------- | --------------- | --------------- |
| 1    | Ulis Williams      | Stati Uniti       | 46"2            | 46"20           |
| 2    | Edwin Skinner      | Trinidad e Tobago | 46"5            | 46"50           |
| 3    | Tegegne Bezabeh    | Etiopia           | 46"7            | 46"73           |
| 4    | Peter Vassella     | Australia         | 46"7            | 46"77           |
| 5    | Johannes Schmitt   | Germania          | 46"9            | 46"90           |
| 6    | Muhammad Sadiq     | Pakistan          | 47"3            | n/d             |
| 7    | Víctor Maldonado   | Venezuela         | 47"7            | n/d             |
| 8    | Jacques Pennewaert | Belgio            | 47"7            | n/d             |

| Pos. | Atleta               | Nazione          | Tempo Ufficiale | Tempo Ufficioso |
| ---- | -------------------- | ---------------- | --------------- | --------------- |
| 1    | Ollan Cassell        | Stati Uniti      | 46"8            | 46"81           |
| 2    | Bill Crothers        | Canada           | 46"8            | 46"86           |
| 3    | James Addy           | Ghana            | 47"2            | 47"27           |
| 4    | Pedro Grajales       | Colombia         | 47"2            | 47"28           |
| 5    | Viktor Bychkov       | Unione Sovietica | 47"3            | 47"32           |
| 6    | Jürgen Kalfelder     | Germania         | 47"7            | 47"77           |
| 7    | Yoyaga Dit Coulibaly | Costa d'Avorio   | 47"8            | n/d             |

| Pos. | Atleta                | Nazione          | Tempo Ufficiale | Tempo Ufficioso |
| ---- | --------------------- | ---------------- | --------------- | --------------- |
| 1    | Mike Larrabee         | Stati Uniti      | 46"8            | 46"88           |
| 2    | Ebenezer Quartey      | Ghana            | 47"1            | 47"12           |
| 3    | Peter Laeng           | Svizzera         | 47"1            | 47"12           |
| 4    | Hryhoriy Sverbetov    | Unione Sovietica | 47"3            | 47"37           |
| 5    | Ken Roche             | Australia        | 47"4            | 47"43           |
| 6    | Somsak Thongsuk       | Thailandia       | 48"9            | n/d             |
| 7    | Jassim Karim Kuraishi | Iraq             | 49"5            | n/d             |

| Pos. | Atleta                | Nazione        | Tempo Ufficiale | Tempo Ufficioso |
| ---- | --------------------- | -------------- | --------------- | --------------- |
| 1    | Josef Trousil         | Cecoslovacchia | 47"0            | 47"04           |
| 2    | Wilson Kiprugut       | Kenya          | 47"1            | 47"04           |
| 3    | Laurie Khan           | Giamaica       | 47"2            | 47"25           |
| 4    | Ireneusz Kluczek      | Polonia        | 47"3            | 47"35           |
| 5    | Hortensio Fucil       | Venezuela      | 47"9            | 47"95           |
| 6    | Kimitada Hayase       | Giappone       | 48"5            | n/d             |
| 7    | William Hill          | Hong Kong      | 48"7            | n/d             |
| 8    | Hossein Ghafourizadeh | Iran           | 50"8            | n/d             |

### Quarti di finale
| Pos. | Atleta               | Nazione           | Tempo Ufficiale | Tempo Ufficioso |
| ---- | -------------------- | ----------------- | --------------- | --------------- |
| 1    | Wendell Mottley      | Trinidad e Tobago | 45"8            | 45"88           |
| 2    | Ollan Cassell        | Stati Uniti       | 46"2            | 46"24           |
| 3    | Jean-Pierre Boccardo | Francia           | 46"3            | 46"34           |
| 4    | Peter Vassella       | Australia         | 46"5            | 46"55           |
| 5    | Peter Laeng          | Svizzera          | 46"7            | 46"72           |
| 6    | Sergio Bello         | Italia            | 46"9            | 46"93           |
| 7    | Ebenezer Quartey     | Ghana             | 47"0            | 47"06           |
| 8    | Muhammad Sadiq       | Pakistan          | 48"0            | n/d             |

| Pos. | Atleta             | Nazione          | Tempo Ufficiale | Tempo Ufficioso |
| ---- | ------------------ | ---------------- | --------------- | --------------- |
| 1    | Andrzej Badeński   | Polonia          | 46"5            | 46"51           |
| 2    | Bill Crothers      | Canada           | 46"7            | 46"73           |
| 3    | Tim Graham         | Gran Bretagna    | 46"8            | 46"83           |
| 4    | Laurie Khan        | Giamaica         | 46"9            | 46"97           |
| 5    | Josef Trousil      | Cecoslovacchia   | 47"2            | 47"22           |
| 6    | Johannes Schmitt   | Germania         | 47"2            | 47"24           |
| 7    | Ken Roche          | Australia        | 48"0            | n/d             |
| 8    | Hryhoriy Sverbetov | Unione Sovietica | 48"0            | n/d             |

| Pos. | Atleta            | Nazione           | Tempo Ufficiale | Tempo Ufficioso |
| ---- | ----------------- | ----------------- | --------------- | --------------- |
| 1    | Mike Larrabee     | Stati Uniti       | 46"5            | 46"57           |
| 2    | Kent Bernard      | Trinidad e Tobago | 46"7            | 46"73           |
| 3    | Robbie Brightwell | Gran Bretagna     | 47"1            | 47"15           |
| 4    | Jörg Jüttner      | Germania          | 47"2            | 47"22           |
| 5    | Rupert Hoilette   | Giamaica          | 47"6            | 47"60           |
| 6    | Gary Eddy         | Australia         | 47"6            | 47"65           |
| 7    | Wilson Kiprugut   | Kenya             | 47"7            | n/d             |
| 8    | Vadim Arkhipchuk  | Unione Sovietica  | 47"9            | n/d             |

| Pos. | Atleta           | Nazione           | Tempo Ufficiale | Tempo Ufficioso |
| ---- | ---------------- | ----------------- | --------------- | --------------- |
| 1    | Edwin Skinner    | Trinidad e Tobago | 46"9            | 46"90           |
| 2    | Ulis Williams    | Stati Uniti       | 46"9            | 46"96           |
| 3    | Tegegne Bezabeh  | Etiopia           | 47"2            | 47"23           |
| 4    | James Addy       | Ghana             | 47"3            | 47"37           |
| 5    | Adrian Metcalfe  | Gran Bretagna     | 47"8            | 47"81           |
| 6    | Pedro Grajales   | Colombia          | 47"8            | 47"86           |
| 7    | Viktor Bychkov   | Unione Sovietica  | 47"9            | 47"91           |
| NP   | Ireneusz Kluczek | Polonia           | -               | -               |

### Semifinali
| Pos. | Atleta               | Nazione           | Tempo Ufficiale | Tempo Ufficioso |
| ---- | -------------------- | ----------------- | --------------- | --------------- |
| 1    | Robbie Brightwell    | Gran Bretagna     | 45"7            | 45"79           |
| 2    | Wendell Mottley      | Trinidad e Tobago | 45"9            | 45"96           |
| 3    | Ulis Williams        | Stati Uniti       | 46"2            | 46"29           |
| 4    | Peter Vassella       | Australia         | 46"5            | 46"52           |
| 5    | Jörg Jüttner         | Germania          | 46"7            | 46"78           |
| 6    | Laurie Khan          | Giamaica          | 47"0            | n/d             |
| 7    | Tegegne Bezabeh      | Etiopia           | 47"1            | n/d             |
| 8    | Jean-Pierre Boccardo | Francia           | 47"1            | n/d             |

| Pos. | Atleta           | Nazione           | Tempo Ufficiale | Tempo Ufficioso |
| ---- | ---------------- | ----------------- | --------------- | --------------- |
| 1    | Mike Larrabee    | Stati Uniti       | 46"0            | 46"02           |
| 2    | Andrzej Badeński | Polonia           | 46"2            | 46"21           |
| 3    | Edwin Skinner    | Trinidad e Tobago | 46"5            | 46"50           |
| 4    | Tim Graham       | Gran Bretagna     | 46"5            | 46"53           |
| 5    | Ollan Cassell    | Stati Uniti       | 46"6            | 46"69           |
| 6    | Bill Crothers    | Canada            | 46"9            | 46"96           |
| 7    | Kent Bernard     | Trinidad e Tobago | 47"1            | 47"08           |
| 8    | James Addy       | Ghana             | 47"6            | 47"67           |

### Finale
| Pos.    | Corsia | Atleta            | Età | Nazione           | Tempo Ufficiale | Tempo Ufficioso |
| ------- | ------ | ----------------- | --- | ----------------- | --------------- | --------------- |
| Oro     | 5      | Mike Larrabee     | 31  | Stati Uniti       | 45"1            | 45"15           |
| Argento | 7      | Wendell Mottley   | 23  | Trinidad e Tobago | 45"2            | 45"24           |
| Bronzo  | 2      | Andrzej Badeński  | 21  | Polonia           | 45"6            | 45"64           |
| 4       | 6      | Robbie Brightwell | 24  | Gran Bretagna     | 45"7            | 45"75           |
| 5       | 8      | Ulis Williams     | 22  | Stati Uniti       | 46"0            | 46"01           |
| 6       | 1      | Tim Graham        | 25  | Gran Bretagna     | 46"0            | 46"08           |
| 7       | 3      | Peter Vassella    | 23  | Australia         | 46"3            | 46"32           |
| 8       | 4      | Edwin Skinner     | 23  | Trinidad e Tobago | 46"8            | n/d             |

Con i suoi 31 anni, Larrabee diventa il più maturo olimpionico dei 400. Il suo primato sarà superato solo da un altro Michael, Michael Johnson.

## Fonte
Elio Trifari (a cura di): Olimpiadi. La storia dello sport da Atene a Los Angeles. Rizzoli, Milano, 1984. Vol. II.